# 曾向群
曾向群，MH，JP（1951年—），香港政治人物，東區區議會第一至三屆委任議員，現為新民黨中央委員會委員，曾經於六七暴動期間遭殖民地政府拘捕及入獄。

## 早年
曾向群原名曾洪，其父於第二次世界大戰期間參與抗日戰爭，戰後移居香港任職巴士司機，並加入左派「摩托車業職工總會」（簡稱「摩總」，現為汽車交通運輸業總工會）。而曾洪本人亦於15歲完成中五課程後，加入了摩總九龍分會任職小書記。

## 六七暴動
1967年5月，曾洪受摩總九龍分會領導的安排，參與了港督府門外張貼大字報，以及花園道的示威。 
7月25日下午，當日曾洪正在摩總九龍分會會所天台洗衣服，期間警方搜捕摩分會所，把會址裡繳獲的舞蹈班道具及汽車維修班教學工具視作「攻擊性武器」，拘捕包括曾洪在內的42人，按當時的緊急法例，各人均被落案控以「處身於藏有攻擊性武器之場所」。
案件於北九龍裁判署開審，其中兩名被告後判無罪釋放，除16歲的曾洪需待感化官報告外，其餘39人均於9月14日判刑，其中一名被告被判入獄19個月，餘下38人均被判入獄16個月，當中35人被建議於刑滿後遞解出境。
9月21日，法庭裁定曾洪不適宜入感化院，判入獄九個月，並建議當局於刑滿後將其遞解出境。

## 現況
曾洪出獄後繼續於摩分任職，至1980年代擔任專線小巴司機，並且在摩總所屬的工聯會擔當地區工作。後來改名「曾向群」，於中國大陸投資渡假村，賺了第一桶金。1996年獲委任為推委會成員。
1997年香港回歸後，曾向群於1999年起成為東區區議會委任議員，至2011年屆滿後離任。2009年，他獲得頒發榮譽勳章，現時為新民黨成員。
在2014年8月17日舉行的「反佔中」遊行中，曾向群擔當籌委會總指揮特別助理。

## 《火樹飛花》
在2012年出版的屈穎妍著怍《火樹飛花》中，曾向群曾化名「曾仔」接受作者訪問。
「曾仔」透露，他於2003年獲邀檢閱香港輔助警察隊畢業會操，惟因為其案底而被拒絕，而他本人亦以長期為地區服務的貢獻，多次被提名當太平紳士及接受嘉獎，也因為其案底而被拒絕。直至2009年方能獲得授勳，以區議員及地區少年警訊會長身份獲邀主持香港輔助警察隊畢業會操、檢閱步操及致辭。
另外，「曾仔」亦曾去信董建華及曾蔭權，要求為六七事件平反，惟兩人均以「司法獨立」為由而拒絕，亦表示不可能將當年的少年犯定性為政治犯。

## 外部連結
- 六七暴動Wiki - 曾洪
- 六七動力研究社：十六歲的「暴動犯」曾仔 （页面存档备份，存于）
- 文匯報：民建聯港島區助選衝刺士氣如虹 （页面存档备份，存于）
- 蘋果日報：政府委任區議員明益保皇黨 （页面存档备份，存于）